# Fußball-Regionalliga Nord

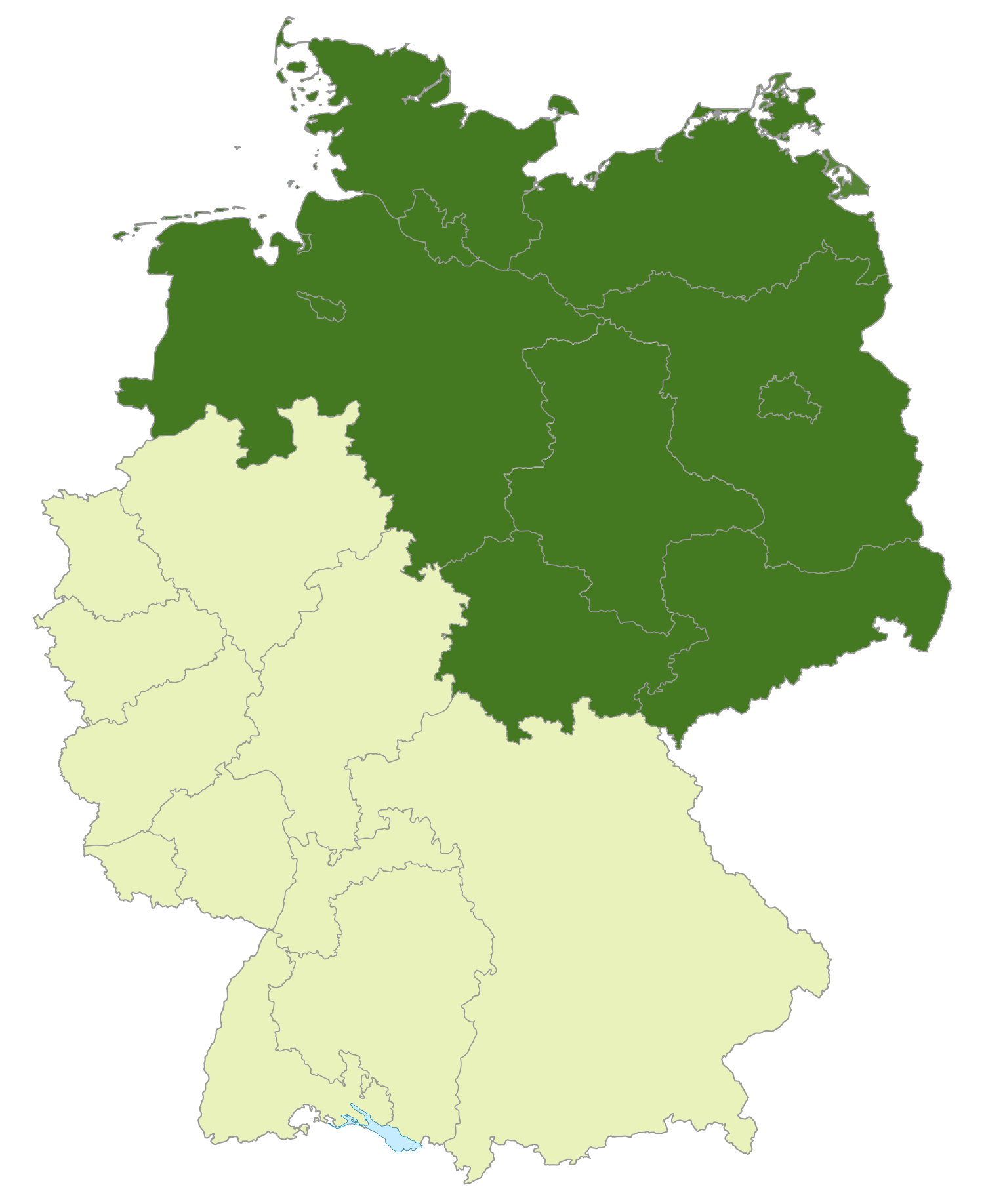
Mapa da atual região norte da Regionalliga.

A Fußball-Regionalliga Nord é o quarto escalão do sistema de ligas de futebol da Alemanha, constituída pelos estados da Baixa Saxônia, Schleswig-Holstein, Bremen e Hamburgo. É uma das cinco ligas neste escalão, juntamente com a Regionalliga Bayern, Regionalliga Nordost, Regionalliga Südwest e Regionalliga West.
De 1963 a 1974 a Regionalliga Nord correspondia ao segundo escalão da pirâmide, mas esta liga não está diretamente relacionada com a anterior.

## Títulos

### Por temporada
| Temporada | Campeão                | Vice-Campeão           |
| --------- | ---------------------- | ---------------------- |
| 1994–95   | VfB Lübeck             | VfL Osnabrück          |
| 1995-96   | VfB Oldenburg          | Eintracht Braunschweig |
| 1996–97   | Hannover 96            | Eintracht Braunschweig |
| 1997–98   | Hannover 96            | Eintracht Braunschweig |
| 1998–99   | VfL Osnabrück          | VfB Lübeck             |
| 1999–2000 | VfL Osnabrück          | VfB Lübeck             |
| 2000–01   | Union Berlin           | Babelsberg 03          |
| 2001–02   | VfB Lübeck             | Eintracht Braunschweig |
| 2002–03   | Erzgebirge Aue         | VfL Osnabrück          |
| 2003–04   | Rot-Weiß Essen         | Dynamo Dresden         |
| 2004–05   | Eintracht Braunschweig | SC Paderborn           |
| 2005–06   | Rot-Weiß Essen         | Carl Zeiss Jena        |
| 2006–07   | FC St Pauli            | VfL Osnabrück          |
| 2007–08   | Rot-Weiß Ahlen         | Rot-Weiß Oberhausen    |
| 2008–09   | Holstein Kiel          | Hallescher FC          |
| 2009–10   | Babelsberg 03          | VfL Wolfsburg II       |
| 2010–11   | Chemnitzer FC          | VfL Wolfsburg II       |
| 2011–12   | Hallescher FC          | Holstein Kiel          |
| 2012–13   | Holstein Kiel          | TSV Havelse            |
| 2013–14   | VfL Wolfsburg II       | Werder Bremen II       |
| 2014–15   | Werder Bremen II       | VfL Wolfsburg II       |
| 2015–16   | VfL Wolfsburg II       | VfB Oldenburg          |
| 2016–17   | SV Meppen              | Weiche Flensburg       |
| 2017–18   | Weiche Flensburg       | Hamburger SV II        |
| 2018–19   | VfL Wolfsburg II       | VfB Lübeck             |
| 2019–20   | VfB Lübeck             | VfL Wolfsburg II       |
| 2020–21   | Não completado         | Não completado         |
| 2021–22   | VfB Oldenburg          | Weiche Flensburg       |

- Equipes promovidas em negrito.